# Armando Marchetti
Armando Marchetti (Roma, 2 ottobre 1909 – ...) è stato un arbitro di calcio italiano.

## Carriera
Nato a Roma nel 1909, faceva però parte della sezione AIA di Milano.
Il 1º giugno 1947, a 37 anni, esordì in Serie A, arbitrando Bari-Triestina del 33º turno di campionato, terminata 2-0 per i pugliesi. 
Tra 1955 e 1957 diresse 2 gare nelle competizioni europee, il 25 dicembre 1955 Barcellona XI-Copenaghen XI 6-2 della fase a gironi Coppa delle Fiere 1955-1958 e il 5 settembre 1957 la sfida tra i lussemburghesi dello Stade Dudelange e gli jugoslavi della Stella Rossa, 1º turno di Coppa dei Campioni, finita 0-5.
Il 18 maggio 1958 arbitrò la sua ultima gara in carriera, Padova-Bologna 3-1 della 33ª giornata di Serie A.
In totale in carriera ha diretto 144 gare in Serie A e 64 in Serie B.